# Икорецкая верфь
Икорецкая верфь — корабельная верфь, действовавшая в XVIII веке на реке Икорец и занимавшаяся строительством кораблей для Азовского флота и Азовской флотилии.

## История
Икорецкая верфь располагалась недалеко от впадения реки Икорец в реку Дон. Кораблестроение началось в 1709 году и длилось до 1711 года. В связи с Русско-турецкими войнами корабли строились в 1735—1739 годы и 1768—1769 годы. Так, например, в 1768 году на верфи достраивались 5 прамов, которые были заложены в 1735—1739 годы. В 1769 году руководителем кораблестроения на верфи был Михаил Ильич Рябинин. На Икорецкой верфи строились суда новой конструкции, получившие название «новоизобретённых кораблей». Они имели меньшую осадку, что было очень важно для хождения по реке Дон.
Икорецкая верфь была закрыта в 1769 году по распоряжению А. Н. Сенявина.

## Память
В 2007 году на месте предполагаемого расположения Икорецкой верфи был установлен памятный знак.